# Cumulus Hills
Die Cumulus Hills umfassen mehrere Gruppen eisfreier Hügel in der antarktischen Ross Dependency.  Im Königin-Maud-Gebirge werden sie vom Logie-Gletscher durchflossen und von weiteren Gletschern begrenzt. Dies sind der Shackleton-Gletscher im Westen, der McGregor-Gletscher im Norden und der Zaneveld-Gletscher im Süden.
Die Benennung nahmen Teilnehmer einer von 1961 bis 1962 dauernden Kampagne der New Zealand Geological Survey Antarctic Expedition vor. Namensgebend ist die Bildung von Cumuluswolken an den Gipfeln der Hügel, was angesichts ihrer geringen Höhe als außergewöhnlich gilt.